# فهد بن محمد العطية
فهد بن محمد العطية هو دبلوماسي وسياسي قطري، ولد عام 1977م في الدوحة يشغل حاليا منصب سفير دولة قطر لدى المملكة المتحدة ، التحق بالعمل في وزارة الخارجية بعد ان انهى دراساته العليا في المملكة المتحدة، كما انه عضو في عدد من اللجان وأهمها اللجنة التشريعية لدولة قطر، اكتسب السيد فهد خبرات طويلة في مجال القانون بحكم طبيعة عمله الذي تطور فيه وتدرج حتى أصبح مستشار قانوني في الديوان الأميري ودخل السلك الدبلوماسي حين أصبح سفير دولة قطر لدى (روسيا) إحدى الدول العظمى.

## المؤهلات العلمية
- دورة التكليف من الأكاديمية العسكرية الملكية ساندهيرست - لندن 1988م
- دورة تأسيسية من مدرسة الدارسات الشرقية والإفريقية (SOAS) لندن 2001م.
- بكالوريوس في الحقوق من جامعة وستمنستر- لندن 2004م.
- دورة في الممارسة القانونية من كلية الحقوق في جامعة (BPP) -لندن.

## الخبرات العملية
- عضو الهيئة التشريعية لدولة قطر للفترة 2007-2012م.
- عضو في اللجنة الدائمة لموارد المياه لدولة قطر للفترة 2009-2013م.
- رئيس لجنة إعادة هيكلة وزارة البيئة عام 2013م.
- الرئيس التنفيذي لبرنامج دولة قطر الوطني للأمن الغذائي للفترة 2008-2014م.
- رئيس مؤتمر الأمن الغذائي في الأراضي الجافة (منذ 2012).
- مستشار قانوني في الديوان الأميري للفترة 2007-2016م.
- سفير مفوض فوق العادة لدولة قطر لدى الاتحاد الروسي منذ عام 2016.[3]